# 宋国臣
宋国臣（1933年4月—2016年5月4日），河南滑县人，中华人民共和国政治人物。其子为宋璇涛。

## 生平
1947年8月至1949年1月，先后在滑县完小、冀鲁豫五中、地委党校学习。1970年11月至1975年5月，任淇县县委副书记、县革委会副主任。1975年6月至1981年7月，任长垣县委副书记、县委书记、县革委会副主任；后改任浚县县委书记。
1981年8月至1983年4月，任安阳地委副书记。1983年5月至1986年6月，任南阳地委书记。1986年6月至1990年2月，任开封市委书记、市人大常委会主任。1990年7月至1992年5月，先后任郑州市委书记，河南省委常委。1992年5月至1995年2月，任中共河南省委常委、省纪委书记。1995年2月，任河南省人大常委会副主任。1998年4月，离休。
2016年5月4日8时53分在郑州逝世，享年84岁。